# DKL Dreyeckland
Ne doit pas être confondu avec Radio Dreyeckland (Fribourg-en-Brisgau) ou Radio Dreyeckland Libre.
 (novembre 2019).
Si vous disposez d'ouvrages ou d'articles de référence ou si vous connaissez des sites web de qualité traitant du thème abordé ici, merci de compléter l'article en donnant les références utiles à sa vérifiabilité et en les liant à la section « Notes et références ».
DKL Dreyeckland est une station de radio musicale privée basée en Alsace qui diffuse en modulation de fréquence et en numérique terrestre (DAB+). Elle fut créée en 1981 sous le nom « radio Dreyeckland » après l'éclatement du monopole de la radio, et prit son nom actuel en 2019.

## Positionnement
DKL Dreyeckland est une station de radio française,, qui n'a de lien ni avec la station fribourgeoise (Radio Dreyeckland), ni avec la station colmarienne (Radio Dreyeckland Libre).
DKL Dreyeckland est une station musicale qui diffuse de la variété française et internationale des années légendes ainsi que des artistes internationaux actuels (titres des années 1970 à aujourd'hui).
La radio est adhérente au groupement des Indés Radios commercialisé par TF1 Publicité. Elle est également adhérente au SIRTI, le Syndicat des radios indépendantes.

## Historique
En 1977, la première radio clandestine d’Alsace, « Radio Verte Fessenheim », est créée.
En 1981, après l’élection de François Mitterrand à la présidence de la République, le monopole de la radio est sur le point d'éclater en France. Radio Verte Fessenheim décide de renoncer à poursuivre ses émissions. Radio Dreyeckland prend le relais de Radio Verte Fessenheim. Quatre associations se partagent alors l'Alsace : Radio Dreyeckland Sud Alsace (Mulhouse - 100,5 Mhz), Radio Dreyeckland Colmar et Vignoble (Colmar - 107 MHz), Radio Dreyeckland Moyenne-Alsace-Strasbourg (Gerstheim, Strasbourg sur 100, 104 et 100,3 MHz) et Radio Dreyeckland Haguenau (Haguenau - 101,5 MHz). Le terme Dreyeckland fait référence à la localisation initiale de la radio dans le pays des trois frontières au sud de l'Alsace (« Dreyeck » veut dire « triangle »).
En 1983, deux nouvelles fréquences sont attribuées à la station 91,4 MHz et 100,3 MHz.
En 1985, Radio Dreyeckland Benfeld et Radio Dreyeckland Strasbourg fusionnent pour former Radio Dreyeckland Moyenne-Alsace. La fréquence 91,4 MHz est attribuée à la station à condition qu'elle se regroupe avec une autre radio : Lawe Uf’m Land (Vivre au Pays).
En 1997, sous l’impulsion d’Agnain Martin, Radio Dreyeckland passe en catégorie commerciale B.
À la fin des années 1990 : de l'ensemble des quatre antennes de Radio Dreyeckland du début des années 1980, il ne subsiste plus que trois stations, celles de Mulhouse, Sélestat et Obernai.
En 2011, le CSA autorise Radio Dreyeckland à diffuser dans les villes de Strasbourg et Saverne. 
Depuis décembre 2018, la station diffuse en numérique (DAB+) dans les secteurs de Strasbourg, Mulhouse et Colmar.
En novembre 2019, Radio Dreyeckland devient DKL Dreyeckland.
En 2020 DKL Dreyeckland est dans le nord de l'Alsace avec deux frequences supplémentaires a Haguenau et Wissembourg.
DKL Dreyeckland fait partie du Groupe Tertio avec Cerise FM, Cannes Radio, RTL2 Mulhouse/Belfort/Montbeliard et Fun Radio Belfort/Montbeliard.

## Identité de la station

### Logos

Logo de Radio Dreyeckland jusqu'en février 2017.
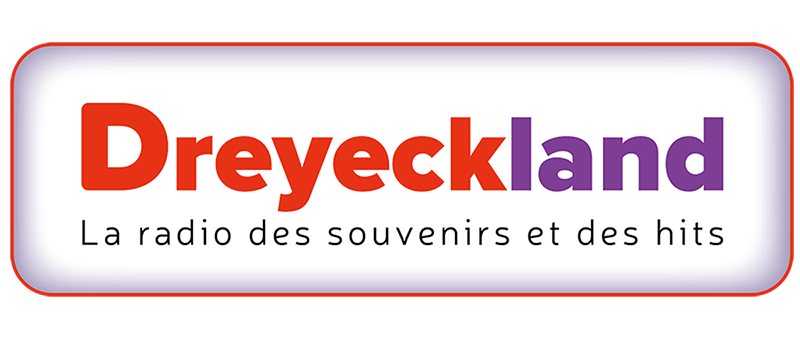
Logo de Radio Dreyeckland de février 2017 à novembre 2019[7].
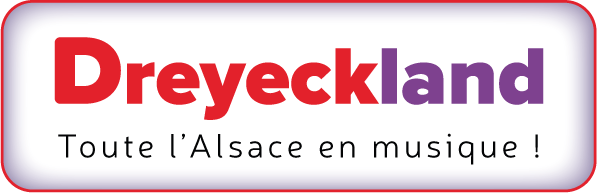
Logo de Radio Dreyeckland de février 2017 à novembre 2019
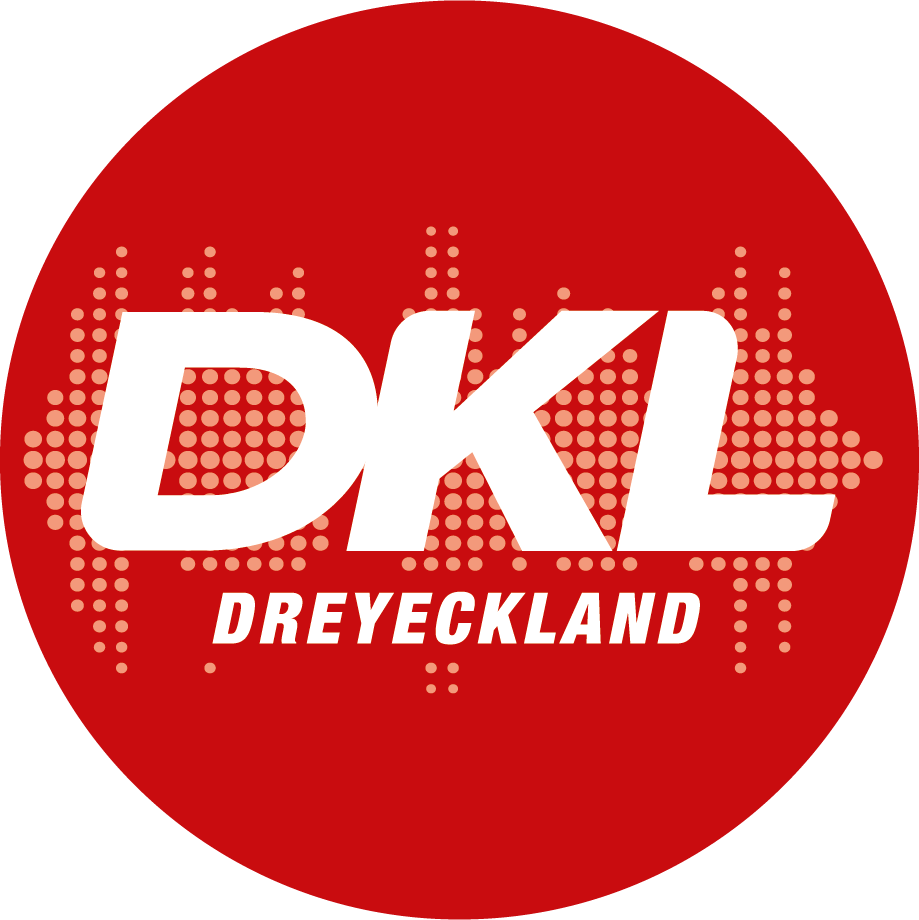
Logo de DKL Dreyeckland depuis novembre 2019

### Slogans
- Février 2017 : « La radio des souvenirs et des hits »
- 2019 : « Toute l'Alsace en musique ! »
- depuis 2023: « Le meilleur des années 80! »

## Diffusion

### En modulation de fréquence
La modulation de fréquence permet de diffuser les programmes de DKL Dreyeckland notamment à Strasbourg, Saverne, Obernai, Sélestat, Mulhouse Altkirch, Haguenau, et Wissembourg.

### En numérique terrestre
- Strasbourg, Colmar et Mulhouse
- Prochainement à Haguenau en DAB+[5].